# Marco Rubio
Marco Antonio Rubio (Miami, Florida, 1971. május 28. –) republikánus párti amerikai politikus, az Egyesült Államok 72. külügyminisztere, illetve a USAID fejlődési szervezet megbízott igazgatója 2025 óta, floridai szenátor, a floridai képviselőház volt házelnöke, elnökjelölt a 2016-os amerikai elnökválasztáson.

## Élete
Rubio szülei kubai bevándorlók, akik 1956-ban érkeztek az Egyesült Államokba. Marco Rubio már Miamiban született; gyerekkorát itt és Las Vegasban töltötte. A Floridai Egyetemen diplomázott, majd a Miami Egyetem jogi karán juris doctor fokozatot szerzett. Ezután jogászként dolgozott. 1998-ban megválasztották West Miami önkormányzatába, ahol 2000-ig szolgált. 2000-től 2008-ig a floridai képviselőház tagja volt, ahol 2003-tól 2006-ig a többségi republikánus frakció vezetője, 2006-tól 2008-ig pedig házelnök volt. 2010-ben megválasztották a washingtoni Szenátusba, ahol republikánusként képviseli Floridát. 2016-ban és 2022-ben újraválasztották. Mandátuma 2029. január 3-án jár le.
A 2024-es amerikai elnökválasztást követően Donald Trump bejelentette, Rubiót jelöli az ország külügyminiszteri posztjára. 2025. január 20-án a Szenátus 99–0 szavazattal jóváhagyta jelölését.

## Elnökjelöltség
Marco Rubio 2015. április 13-án bejelentette, hogy indul a 2016-os amerikai elnökválasztáson. A Republikánus Párt azonban nem őt jelölte, hanem Donald Trumpot, aki aztán meg is nyerte a választást.

## Családja
Apja, Mario Rubio Reina bárokban dolgozott pultosként, anyja, Oriales García takarított és a kiskereskedelemben dolgozott. Rubio 1998-ban feleségül vette Jeanette Dousdebes-t, akivel egy középiskolába jártak Miamiban. Négy gyermekük van: Amanda, Daniella, Anthony és Dominick.